# Rockstar Leeds
Rockstar Leeds Limited (dříve Möbius Entertainment Limited) je britské vývojářské studio Rockstar Games, které sídlí ve městě Leeds. Studio založili Gordon Hall, Jason McGann, Dave Box a Ian J. Bowden v prosinci 1997 pod názvem Möbius Entertainment. Studio vyvinulo několik titulů pro herní konzoli Game Boy Advance, a to včetně adaptace videohry Max Payne (2001) od Remedy Entertainment, kterou vydala na konci roku 2003 společnost Rockstar Games. V dubnu 2004 Take-Two Interactive, mateřská společnost Rockstar Games, oznámilo, že koupilo Möbious Entertainment. Möbious Entertainment se tak stalo součástí značky Rockstar Games a bylo přejmenováno na Rockstar Leeds.
Rockstar Leeds se primárně zaměřovalo na vývoj her pro konzoli PlayStation Portable. Stojí za hrami jako je Grand Theft Auto: Liberty City Stories (2005), Vice City Stories (2006) a Chinatown Wars (2009). Mimo jiné portovalo pro PlayStation Portable několik titulů, a to například Midnight Club 3: Dub Edition studia Rockstar San Diego (2005), The Warriors od Rockstar Toronto (2005) a Manhunt 2 od Rockstar London (2007). V roce 2009 vyvinulo ve spolupráci s Timbalandem vlastní hru Beaterator.
V srpnu 2007 Rockstar Leeds oznámilo, že se bude namísto her pro kapesní konzole zaměřovat na vývoj next-gen her; prvním jejich projektem se stal port hry L.A. Noire (2011) studia Team Bondi pro Microsoft Windows. V srpnu 2012 odešel Hall, bývalý prezident Rockstar Leeds, ze společnosti a přidal se ke studiu The Blast Furnace, které spravuje Activision. V srpnu 2014 pak ze společnosti odešel výtvarný režisér Bowden, který se přidal ke GameDuellu. V únoru 2010 založili bývalí zaměstnanci Rockstar Leeds, Lee Hutchinson a Matt Shepcar, studio Double Eleven a v červnu 2012 založil Simon Iwaniszak studio Red Kite Games.
Rockstar Leeds naposledy spolupracovalo s ostatními studii Rockstar Games jako součást Rockstar Studios na vývoji hry Max Payne 3 (2012) a pomáhalo studiu Rockstar North s vývojem hry Grand Theft Auto V (2013).

## Vyvinuté hry

### Jako Möbius Entertainment
| Rok  | Název                                      | Platformy        | Vydavatel                          | Poznámky                                          |
| ---- | ------------------------------------------ | ---------------- | ---------------------------------- | ------------------------------------------------- |
| 2000 | Alfred's Adventure                         | Game Boy Color   | SCi                                | —                                                 |
| 2001 | High Heat Major League Baseball 2002       | Game Boy Advance | The 3DO Company                    | —                                                 |
| 2002 | High Heat Major League Baseball 2003       | Game Boy Advance | The 3DO Company                    | —                                                 |
| 2002 | Alfred Chicken                             | PlayStation      | Sony Computer Entertainment Europe | —                                                 |
| 2002 | Army Men: Turf Wars                        | Game Boy Advance | The 3DO Company                    | —                                                 |
| 2003 | Drome Racers                               | Game Boy Advance | THQ                                | —                                                 |
| 2003 | Bionicle                                   | Game Boy Advance | THQ                                | —                                                 |
| 2003 | Barbie Horse Adventures: Blue Ribbon Race  | Game Boy Advance | Vivendi Universal Games            | Vyvinuto ve spolupráci se společností Blitz Games |
| 2003 | Barbie Horse Adventures: Wild Horse Rescue | Game Boy Advance | Vivendi Universal Games            | Vyvinuto ve spolupráci se společností Blitz Games |
| 2003 | American Idol                              | Game Boy Advance | Codemasters                        | —                                                 |
| 2003 | Max Payne                                  | Game Boy Advance | Rockstar Games                     | —                                                 |
| 2004 | A Sound of Thunder                         | Game Boy Advance | BAM! Entertainment                 | —                                                 |

### Jako Rockstar Leeds
| Rok  | Název                                  | Platformy                                                                                           | Vydavatel      | Poznámky                                                                      |
| ---- | -------------------------------------- | --------------------------------------------------------------------------------------------------- | -------------- | ----------------------------------------------------------------------------- |
| 2005 | Midnight Club 3: Dub Edition           | PlayStation Portable                                                                                | Rockstar Games | Pouze portován; hra vyvinutá společností Rockstar San Diego                   |
| 2005 | Grand Theft Auto: Liberty City Stories | Android, Fire OS, iOS, PlayStation 2, PlayStation Portable                                          | Rockstar Games | Vyvinuto ve spolupráci se společností Rockstar North                          |
| 2006 | Grand Theft Auto: Vice City Stories    | PlayStation 2, PlayStation Portable                                                                 | Rockstar Games | Vyvinuto ve spolupráci se společností Rockstar North                          |
| 2007 | The Warriors                           | PlayStation Portable                                                                                | Rockstar Games | Pouze portován; hra vyvinutá společností Rockstar Toronto                     |
| 2007 | Rockstar Games Presents Table Tennis   | Wii                                                                                                 | Rockstar Games | Pouze portován; hra vyvinutá společností Rockstar San Diego                   |
| 2007 | Manhunt 2                              | PlayStation Portable                                                                                | Rockstar Games | Pouze portován; hra vyvinutá společností Rockstar London                      |
| 2009 | Beaterator                             | iOS, PlayStation Portable                                                                           | Rockstar Games | —                                                                             |
| 2009 | Grand Theft Auto: Chinatown Wars       | Android, Fire OS, iOS, Nintendo DS, PlayStation Portable                                            | Rockstar Games | Vyvinuto ve spolupráci se společností Rockstar North                          |
| 2010 | Red Dead Redemption                    | PlayStation 3, Xbox 360                                                                             | Rockstar Games | Pomáhalo společnosti Rockstar San Diego s vývojem                             |
| 2011 | L.A. Noire                             | Microsoft Windows, Nintendo Switch, PlayStation 3, PlayStation 4, Xbox 360, Xbox One                | Rockstar Games | Pomáhalo společnosti Team Bondi s vývojem; také portován na Microsoft Windows |
| 2012 | Max Payne 3                            | macOS, Microsoft Windows, PlayStation 3, Xbox 360                                                   | Rockstar Games | Vyvinuto jako součást Rockstar Studios                                        |
| 2013 | Grand Theft Auto V                     | Microsoft Windows, PlayStation 3, PlayStation 4, PlayStation 5, Xbox 360, Xbox One, Xbox Series X/S | Rockstar Games | Pomáhalo společnosti Rockstar North s vývojem                                 |
| 2018 | Red Dead Redemption 2                  | Microsoft Windows, PlayStation 4, Stadia, Xbox One                                                  | Rockstar Games | Vyvinuto jako součást Rockstar Studios                                        |